# Прайс, Брайан
Брайан Прайс (англ. Brian Price; род. 19 февраля 1976, Белвилл, Онтарио) — канадский гребной рулевой, выступавший за сборную Канады по академической гребле в период 1998—2012 годов. Чемпион летних Олимпийских игр в Пекине, серебряный призёр Олимпийских игр в Лондоне, трёхкратный чемпион мира, многократный победитель этапов Кубка мира, победитель и призёр многих регат национального и международного значения.

## Биография
Брайан Прайс родился 19 февраля 1976 года в городе Белвилл провинции Онтарио.
В детстве перенёс острый лимфобластный лейкоз, прошёл курс химиотерапии, на протяжении пяти лет соблюдал строгий режим приёма сильнодействующих препаратов, что негативно сказалось на работе его щитовидной железы и привело к нарушению роста. Из-за этого Прайс имел сравнительно небольшой рост в 162 см и вес не более 55 кг — подходящие параметры для гребного рулевого. Впоследствии, став одним из лучших рулевых своего поколения, он неоднократно отмечал роль болезни в своей спортивной карьере: «Если бы не рак, я бы никогда не стал чемпионом мира и олимпийским чемпионом».
Заниматься академической греблей начал в 1995 году, проходил подготовку в местном гребном клубе «Квинте» в Белвилле. Позже учился в Колледже Сенека в Торонто, в 1997—1998 годах состоял в местной гребной команде, регулярно принимал участие в различных студенческих регатах. В колледже получил степень в области гражданского строительства.
Впервые был вызван в состав канадской национальной сборной в 1998 году, выступал тогда в зачёте восьмёрок лёгкого веса. Вскоре перешёл в классические тяжёлые восьмёрки, в частности заявлялся в этой дисциплине на Панамериканские игры в Виннипеге.
В 2001 году в восьмёрках выступил на чемпионате мира в Люцерне, став в финале шестым.
Первого серьёзного успеха на международном уровне добился в сезоне 2002 года, когда в зачёте восьмёрок выиграл бронзовую медаль на этапе Кубка мира в Люцерне и одержал победу на мировом первенстве в Севилье.
В 2003 году был лучшим на этапе Кубка мира в Люцерне, тогда как на чемпионате мира в Милане дважды поднимался на пьедестал почёта: получил бронзу в двойках и золото в восьмёрках.
Благодаря череде удачных выступлений удостоился права защищать честь страны на летних Олимпийских играх 2004 года в Афинах, однако здесь попасть в число призёров не смог, в восьмёрках финишировал в финале пятым.
В 2005 году на мировом первенстве в Гифу в восьмёрках сумел квалифицироваться лишь в утешительный финал В и расположился в итоговом протоколе соревнований на седьмой строке.
На чемпионате мира 2006 года в Итоне взял бронзу.
В 2007 году в восьмёрках победил на этапе Кубка мира в Люцерне и на мировом первенстве в Мюнхене, став таким образом трёхкратным чемпионом мира по академической гребле.
Выиграв этап Кубка мира 2008 года в Люцерне, благополучно прошёл отбор на Олимпийские игры в Пекине. В программе восьмёрок обошёл всех своих соперников в финале, в том числе более чем на секунду опередил ближайших преследователей из Великобритании, и тем самым завоевал золотую олимпийскую медаль. За это выдающееся достижение впоследствии все члены этого экипажа были введены в Канадский зал славы спорта.
После пекинской Олимпиады Брайан Прайс взял перерыв в спортивной карьере, полностью пропустил сезоны 2009 и 2010 годов, проявив себя в мотивационном ораторстве. Он путешествовал по всей стране, выступал в разных аудиториях от крупных компаний до общеобразовательных школ, рассказывая свою историю мальчика из маленького городка, пережившего долгую борьбу с раком и прошедшего путь к олимпийскому золоту.
В 2011 году Прайс всё же вернулся в основной состав гребной команды Канады и продолжил принимать участие в крупнейших международных регатах. Так, он выиграл две бронзовые медали на мировом первенстве в Бледе, в распашных двойках и восьмёрках, занял пятое место на этапе Кубка мира в Люцерне.
Находясь в числе лидеров канадской национальной сборной, отправился на Олимпийские игры 2012 года в Лондоне. На сей раз программе восьмёрок финишировал в решающем заезде вторым позади экипажа из Германии и таким образом добавил в послужной список серебряную олимпийскую награду. По окончании Игр Прайс окончательно завершил карьеру профессионального спортсмена.
В 2015 году участвовал в эстафете огня домашних Панамериканских игр в Торонто.
С 2004 года женат на Робби Стотт, имеет двоих дочерей: Брианна Хелен (род. 2007) и Пейтон Виктория (род. 2010). Ныне вместе с семьёй проживает в Оринджевилле, провинция Онтарио.